# Negocios al límite
Negocios al límite fue un programa de televisión español de telerrealidad, presentado por Beatriz de la Iglesia y emitido los domingos a las 21:30 en Cuatro.

## Episodios y audiencias
| Temporada | Temporada | Episodios | Estreno             | Final                 | Audiencia    | Audiencia |
| Temporada | Temporada | Episodios | Estreno             | Final                 | Espectadores | Cuota     |
| --------- | --------- | --------- | ------------------- | --------------------- | ------------ | --------- |
|           | 1         | 5         | 19 de enero de 2014 | 16 de febrero de 2014 | 1 177 000    | 5,5%      |

### Primera temporada (2014)
| N.º | Establecimiento              | Localización         | Fecha de emisión      | Audiencia        |
| --- | ---------------------------- | -------------------- | --------------------- | ---------------- |
| 1   | D2 (Peluquería y Esteticien) | Vicálvaro (Madrid)   | 19 de enero de 2014   | 1 347 000 (6,3%) |
| 2   | Cokis (Asador de Pollos)     | Benidorm (Alicante)  | 26 de enero de 2014   | 1 410 000 (6,7%) |
| 3   | Nenauto (Taller mecánico)    | Humanes (Madrid)     | 2 de febrero de 2014  | 892 000 (4,2%)   |
| 4   | Hobbyzoo (Animales exóticos) | Argentona (Cataluña) | 9 de febrero de 2014  | 1 024 000 (4,7%) |
| 5   | Fitness Fibras (Gimnasio)    | Madrid (Madrid)      | 16 de febrero de 2014 | 1 210 000 (5,5%) |